# Bambuse

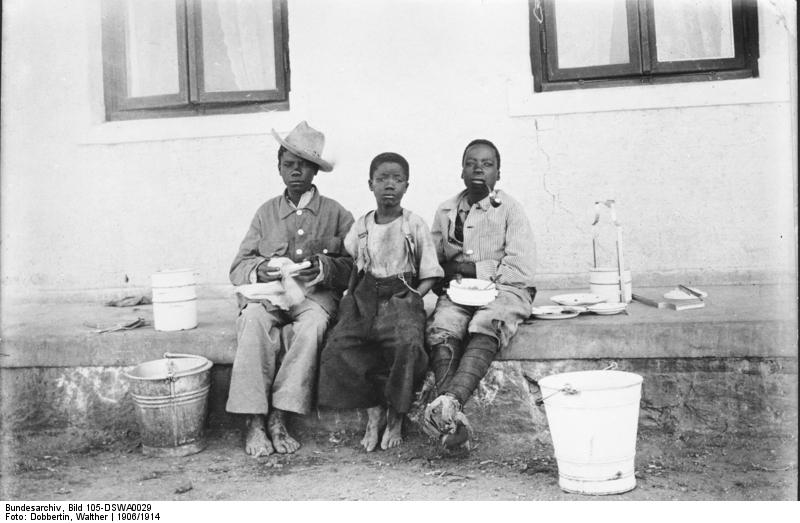
„Bambusen“ genannte Kinder in Deutsch-Südwestafrika (Foto von Walther Dobbertin, 1906–1918)

Bambuse bezeichnet allgemein eine untergebene oder ungelernte Person, meist in der Seefahrt. In Deutsch-Südwestafrika waren insbesondere junge afrikanische Bedienstete gemeint.

## Begriffsherkunft
Das Deutsche Koloniallexikon von 1920 nennt den Begriff als Beispiel „für die Wanderungen, die eine kurze und praktische Bezeichnung infolge des modernen Weltverkehrs durchmachen kann“. Demnach führte ihn der Missionar Carl Hugo Hahn auf eine rassistische Bezeichnung englischsprachiger Einwanderer für die Indianer Nordamerikas zurück. Diese seien aufgrund ihrer zugesprochenen Eigenart als „Rothäute“, im Sinne von Affe oder „Halbmensch“, baboons genannt worden: Englisch für Paviane. Über Berlin und das Kasino in Windhuk sei das Wort nach Deutsch-Südwestafrika gelangt. Noch in den 1990er Jahren wurde in Namibia das aus dem Afrikaans stammende Wort bobbejaan, das ebenfalls Pavian bedeutet, als Schmähwort gebraucht.
Anderen Quellen zufolge hat das Wort seinen Ursprung in der Nautik beziehungsweise in der Seefahrtssprache. Danach ist ein Bambuse ein ungelernter oder unerfahrener Seemann. Laut dem Journalisten und ehemaligen Mare-Chef Dietmar Bartz steht das Wort für schlechter Matrose oder Schiffszimmermann, der nur als Handlanger dient. Es könne vom niederländischen Wort bamboe (Bambus) stammen, als bildliche Bezeichnung für jemanden, der steif wie ein Bambusstock herumsteht. Zudem lasse es abwertend auf das französische Wort bamboche schließen (ebenfalls Bambus, aber weiterführend verwendet wie Marionette oder Kleinwüchsiger). Zudem bestehe ein Bezug zum italienischen Wort bambino (Kind), dem im übertragenen Sinne als Lernendem oder Befehlsempfänger alles erklärt werden muss.

## Soziale Stellung in Deutsch-Südwestafrika

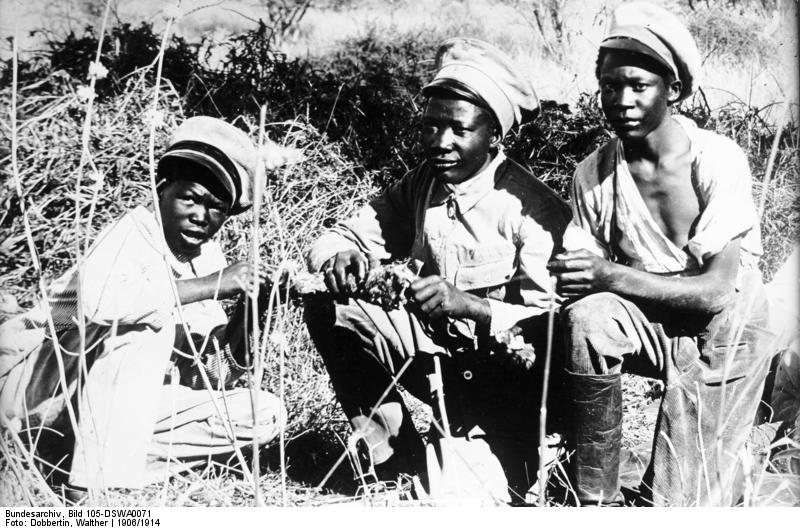
Als „Bambusensoldaten“ bezeichneter Tross der Schutztruppe (Foto von Walther Dobbertin, 1906–1918)

Deutsche Kolonialisten in Deutsch-Südwestafrika bezeichneten afrikanische Kinder oder Jugendliche als Bambusen, wenn diese als einfache Hausangestellte oder sogenannte Truppen-Bambusen für die Schutztruppe arbeiteten. Letztere waren Diener von Soldaten und wurden in anderen Kolonien auch soldier boys genannt. Bis zum Beginn des Kriegs gegen die Herero 1904 stammten sie oft aus dem Volk der Damara. Aus Sicht der Herero standen sie auf der untersten Stufe der militärischen Hierarchie.